# Američané

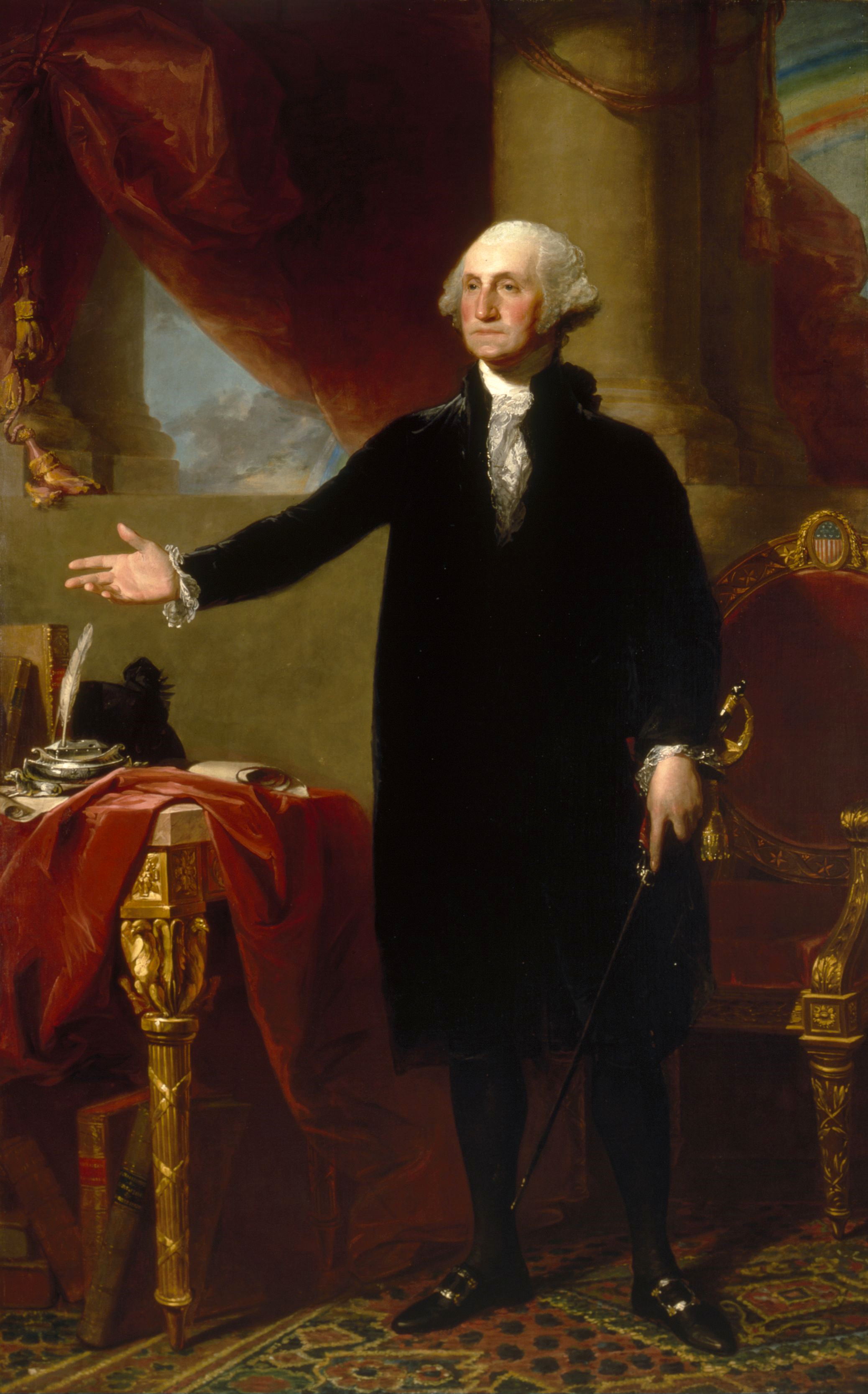
George Washington, vůbec první prezident Spojených států amerických

Američané jsou obyvatelé Ameriky, a to buď celé ve smyslu kontinentu, nebo jen ve smyslu Spojených států amerických.
Američané se skládají z velkého množství etnických skupin, z nichž všechny kromě Indiánů se na území dnešních USA přistěhovaly v průběhu posledních 500 let. Přistěhovalectví probíhalo hlavně z Evropy, proto největší rasovou skupinou jsou bílí Američané. Mezi další rasové skupiny patří Afroameričané, asijští Američané a indiáni (včetně amerických). Vyskytují se i míšenci výše uvedených skupin. Od poloviny 20. století probíhá silná migrace z Mexika a Latinské Ameriky, proto se Američané dělí na Američany hispánského a latinskoamerického původu a ty, kteří tohoto původu nejsou.
Americká kultura je založena hlavně na kultuře Evropy, protože USA byly založeny evropskými imigranty, ale jsou zde i prvky černošské kultury, jelikož Afroameričané byli v minulosti využíváni jako otroci. Ostatní prvky nejsou již tak zřetelné, ačkoli USA jsou známé jako "melting pot" různých kultur a ochotně od nich přejímají.

## Význam
Američané jsou nejpočetnějším národem v Americe (tj. obou kontinentech). K roku 2014 to bylo 318 milionů obyvatel. Spojené státy jsou zároveň jednou z nejbohatších zemí světa vzhledem k HDP na hlavu, jejich kulturní a společenský vliv je proto nezanedbatelný, hlavně v zemích vyspělého světa.

## Etnické složení
Ve Spojených státech je otázka příslušnosti k Američanům záležitostí tradice a zvyklosti; na rozdíl od Evropy se zde obyvatelstvo nedělí na národnostní menšiny, mnozí imigranti však uchovávají své zvyky. Američané jsou proto kulturně i nábožensky velmi rozmanití a obyvatelstvo se liší velmi podle regionu. Američany lze rozdělit na bílé Američany, tj. přistěhovalce z Evropy a dalších zemí, kde žijí převážně lidé bílé rasy, Afroameričany, tedy hlavně na jihu USA žijící obyvatele Spojených států, Hispánce, další významnou menšinu, která se rozšiřuje hlavně díky přistěhovalectví přes mexickou severní hranici s USA, imigranty z asijských zemí a indiány (původní Američany, Native Americans) Ti jsou nejméně početnou rasovou skupinou Američanů. Přes svoji velkou různorodost si však Američané až na výjimky uchovávají jednotný jazyk – angličtinu, která je však hlavně u oblastí s Mexikem doplňována španělštinou.
Mezi největší etnické skupiny patří němečtí Američané, irští Američané, mexičtí Američané a Afroameričané (většina z nich potomci otroků).

## Náboženství
Většina Američanů je křesťanského vyznání. Asi polovina Američanů patří k různým protestantským denominacím a čtvrtina jsou katolíci. Zbytek je rozdělen mezi menší náboženství – mormonismus (původní americké náboženství), judaismus (v USA žije nejvíce židů po Izraeli), asijská náboženství a lidi bez vyznání.